# Robert Coffy
Robert Joseph kardinál Coffy (24. října 1920 Le Biot – 15. července 1995 Saint-Zacharie) byl francouzský římskokatolický duchovní a kardinál.
Kněžské svěcení přijal 28. října 1944. Na univerzitě v Lyonu získal doktorát z teologie. Od roku 1949 přednášel dogmatickou teologii v semináři v Annecy, kde se stal v roce 1952 rektorem. Byl také autorem prací z ekleziologie. V únoru 1967 byl jmenován biskupem diecéze Gap a 15. června 1974 arcibiskupem Albi. Papež Jan Pavel II. ho 13. dubna 1985 jmenoval arcibiskupem v Marseille a v konzistoři 28. června 1991 ho povýšil do kardinálské hodnosti. Měl podíl na přechodu Komunity Blahoslavenství, kterou založily dvě evangelické manželské dvojice, do společenství katolické církve. V dubnu 1995 na svoji funkci ze zdravotních důvodů rezignoval, zemřel o tři měsíce později.